# Prociphilus fraxini
Prociphilus fraxini är en insektsart som först beskrevs av Fabricius 1777. Enligt Catalogue of Life ingår Prociphilus fraxini i släktet Prociphilus och familjen långrörsbladlöss, men enligt Dyntaxa är tillhörigheten istället släktet Prociphilus och familjen pungbladlöss. Arten är reproducerande i Sverige. Inga underarter finns listade i Catalogue of Life.